# Buste de Louis XIV (Le Bernin)
Pour les articles homonymes, voir Buste de Louis XIV.
Le buste de Louis XIV est une sculpture  du Bernin sculptée en 1665. L'œuvre fait partie des collections du château de Versailles.

## Histoire
Connu comme l’un des plus grands artistes de son temps, Gian Lorenzo Bernini, dit le Bernin, arrive en France à la demande du roi Louis XIV, pour terminer les travaux qui avaient été entrepris au palais du Louvre. Il est extrêmement bien accueilli par la cour de France et est installé dans l’hôtel de Frontenac dès son arrivée à Paris, le 2 juin 1665.
On connaît beaucoup de détails de la réalisation du buste grâce à Paul Fréart de Chantelou, qui rapporte dans son journal que deux jours après son arrivée, le 4 juin, le Bernin rencontre le roi dans son château de Saint-Germain-en-Laye. Très vite, une relation privilégiée naît entre les deux hommes. Cependant, le projet du Bernin pour l’avancement des travaux du palais du Louvre est refusé et le roi, appuyé par Monsieur et Madame, commande à l’artiste un buste de sa personne. C’est pour la réalisation de ce projet que l’Italien va prolonger son séjour en France de deux mois.
Si la demande du roi est formulée le 20 juin, le Bernin se fait mettre à disposition, dès la fin du mois, deux gros blocs de marbre assez friable et de qualité moyenne. C’est la raison pour laquelle il travaille à la gradine et au trépan plutôt qu’au ciseau.
La réalisation du projet commence par plusieurs séances de dessin. Pour réaliser les différents schémas dont il a besoin avant de sculpter, le Bernin assiste à plusieurs audiences et conseils, et même quand le roi joue au jeu de paume, n’hésitant pas à le recoiffer ou à lui demander de rester debout. Il faudra environ six séances de dessin et treize poses du roi pour venir à bout du buste. Le Bernin fait installer son atelier au palais royal où le roi se rend lui-même pour les poses entre le 11 août et le 5 octobre, ce qui permet à l’auteur de travailler tous les détails de la sculpture :
- entre le 30 juillet et le 8 septembre, c’est la chevelure du roi qui est travaillée ;
- entre le 27 juillet et le 19 septembre, l’Italien s’arrête sur la draperie ;
- et le 5 octobre, il façonne le regard.

Travailleur opiniâtre, et malgré son grand âge (67 ans), sans se soucier de sa santé, il travaille avec acharnement et sans relâche, allant même, grâce à une dérogation accordée par le curé de l'église Saint-Germain-l'Auxerrois, jusqu’à sculpter les jours chômés. Il faut savoir que son atelier est ouvert au public et que c’est un défilé permanent même aux heures de travail. Courtisans, membres de la noblesse, et même simples bourgeois défilent toute la journée dans son atelier, pour le voir à l’œuvre.
La roi est conquis par l’œuvre de son protégé et admire surtout le jabot de dentelle, qui fut réalisé sans modèle. Le Bernin l’imagina entièrement, alors que l’armure en revanche est inspirée d’une pièce de la collection royale qui vient de François Ier, œuvre italienne conçue d’après les dessins de Jules Romain.
On peut cependant remarquer que les traits du personnage sont idéalisés.
Le 5 octobre la pièce est officiellement remise au roi et le témoignage de Chantelou exprime la grande émotion que cela provoqua au Bernin[réf. souhaitée].
Celui-ci aura d’ailleurs une autre occasion de travailler pour le roi de France, lorsqu’il supervisera la réalisation de la statue équestre de Louis XIV par les élèves de l’Académie de France à Rome, entre 1671 et 1673.

## Présentation
Le buste de Louis XIV est mis en scène devant une fausse porte formant la niche centrale du salon de Diane.
Posé sur un piédestal en marbre de Sarrancolin Ilhet, il se détache sur un panneau en brocatelle de Tortosa encadré d'arabescato sur fond de marbre de Campan vert et couronné d'une corniche en arc de cercle en marbre de Campan rouge. La niche est encadrée d'un chambranle de marbre de Campan grand mélange.
De part et d'autre du piédestal, sur le fond de la niche, sont placés des bas-reliefs en bronze doré représentant des trophées réalisés par Noël Jouvenet.
La corniche en arc de cercle repose sur deux consoles en bronze doré. Sur la corniche sont allongés deux angelots bouclés en bronze doré qui tiennent une couronne fermée fleurdelysée au-dessus du buste. Ces bronzes sont réalisés par Noël Jouvenet.
De part et d'autre de la niche, devant les trumeaux, sont disposés deux bustes antiques représentant :
- à gauche, une dame romaine dont les cheveux sont noués sur le dessus de la tête, dont la tête est en marbre blanc, la chemise en onyx d'Égypte ou d'Asie Mineure et la tunique en brocatelle de Sienne[7] ;
- à droite, une impératrice romaine, reconnaissable à son diadème, dont la tête est en marbre blanc, la chemise en onyx d'Égypte ou d'Asie Mineure et la tunique et le piédouche en fleur de pêcher ; ce marbre provient de Serravezza[8].

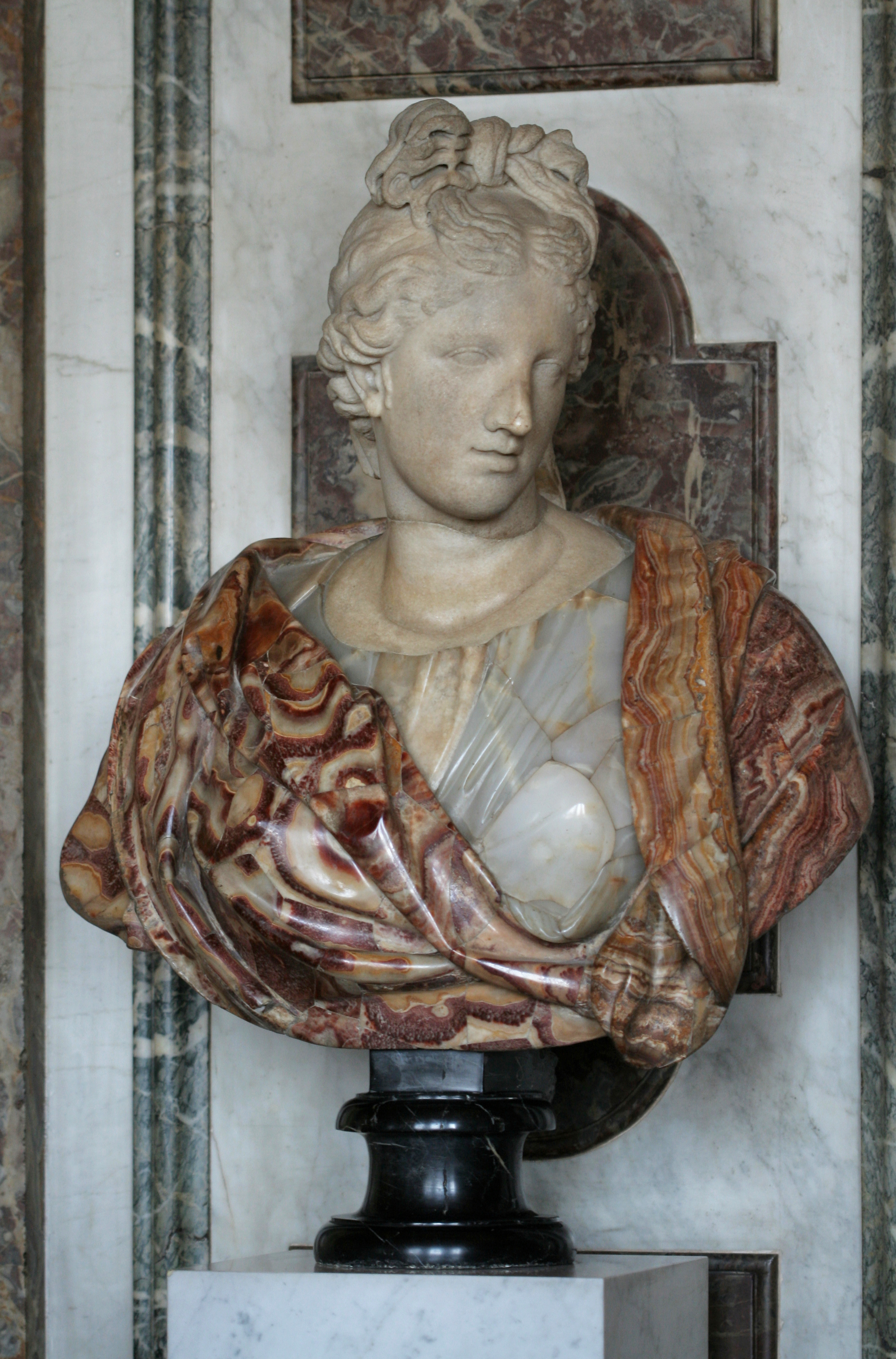
À gauche du buste de Louis XIV, un buste de dame romaine.
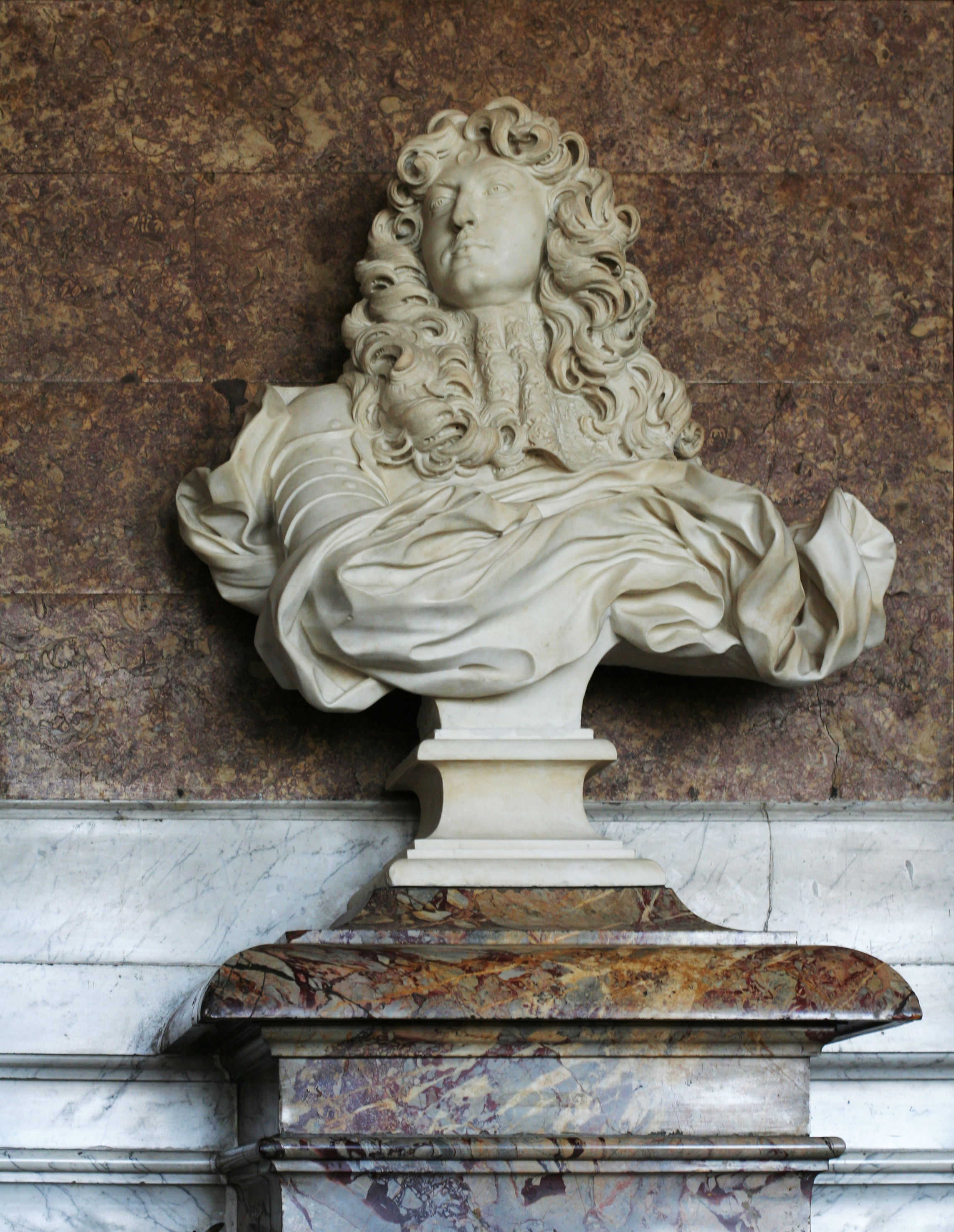
Le buste de Louis XIV
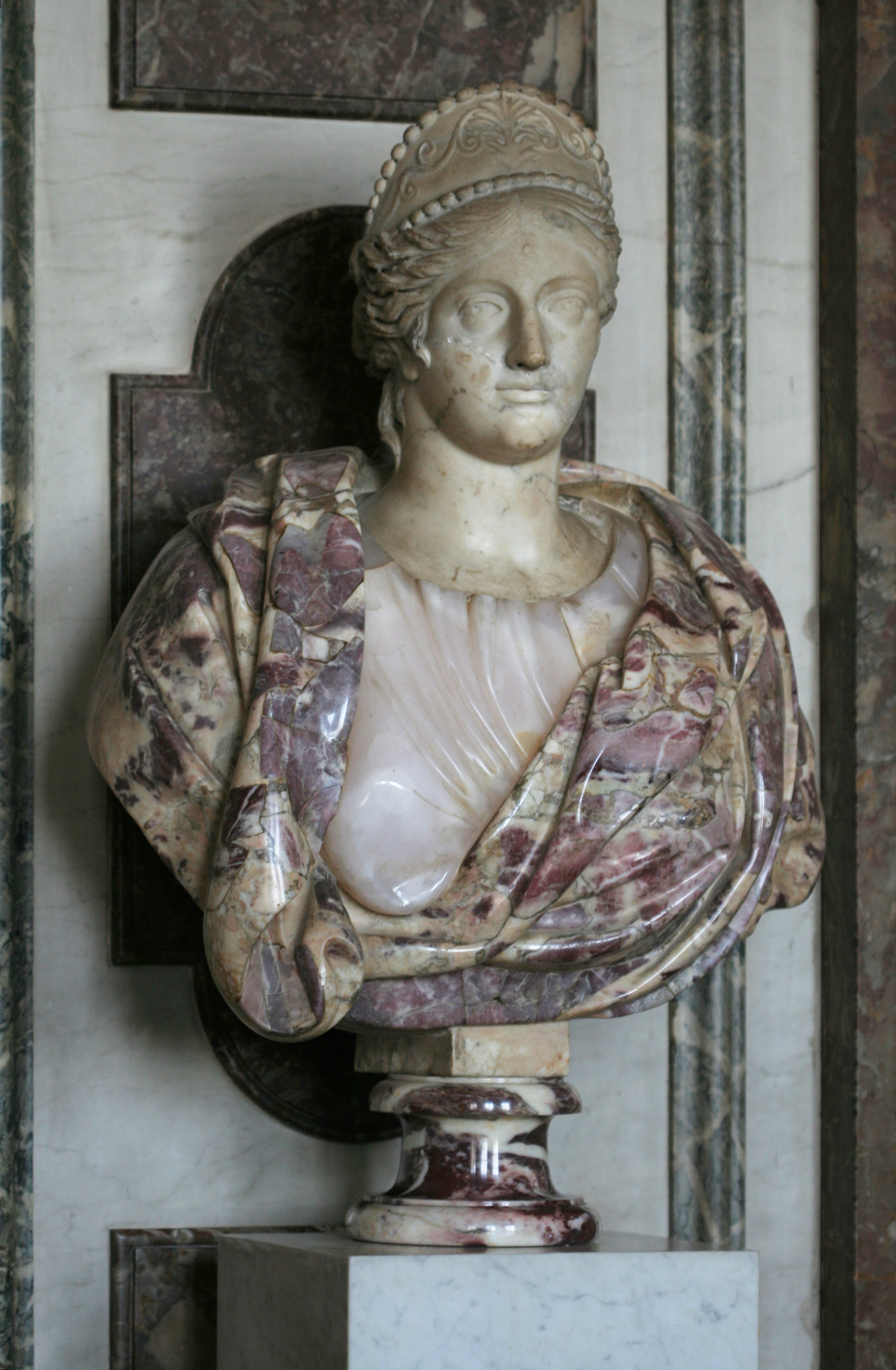
À droite du buste de Louis XIV, un buste d'impératrice romaine.

## Description
Louis XIV est représenté en buste, âgé de 27 ans. Le jeune roi est reproduit la tête haute, légèrement tournée vers la droite. Une perruque de long cheveux bouclés qui tombent sur ses épaules, encadre un jabot de dentelle au point de Venise (en) qui sort de sous son menton. Si son épaule gauche est cachée par sa chevelure, celle de droite apparaît protégée par une armure qui rappelle la toute-puissance du roi de France, maîtrisant parfaitement les armes et qui a fait de son pays le prépondérant en Europe. Enfin, comme s’il sortait du socle de la sculpture, un drapé dans le style baroque entoure le jeune souverain.
Si le portrait est largement idéalisé, les traits réalistes ne manquent pas, comme la petite verrue à la racine du nez, les poils au menton, les yeux resserrés particulièrement creusés. L'artiste a en effet eu tout loisir d'observer attentivement le roi pendant les longues séances de pose, remarquant qu'il « a la moitié de la bouche d'une façon et l'autre d'une autre, un œil différent aussi de l'autre, et même les joues différentes ».

## Localisation

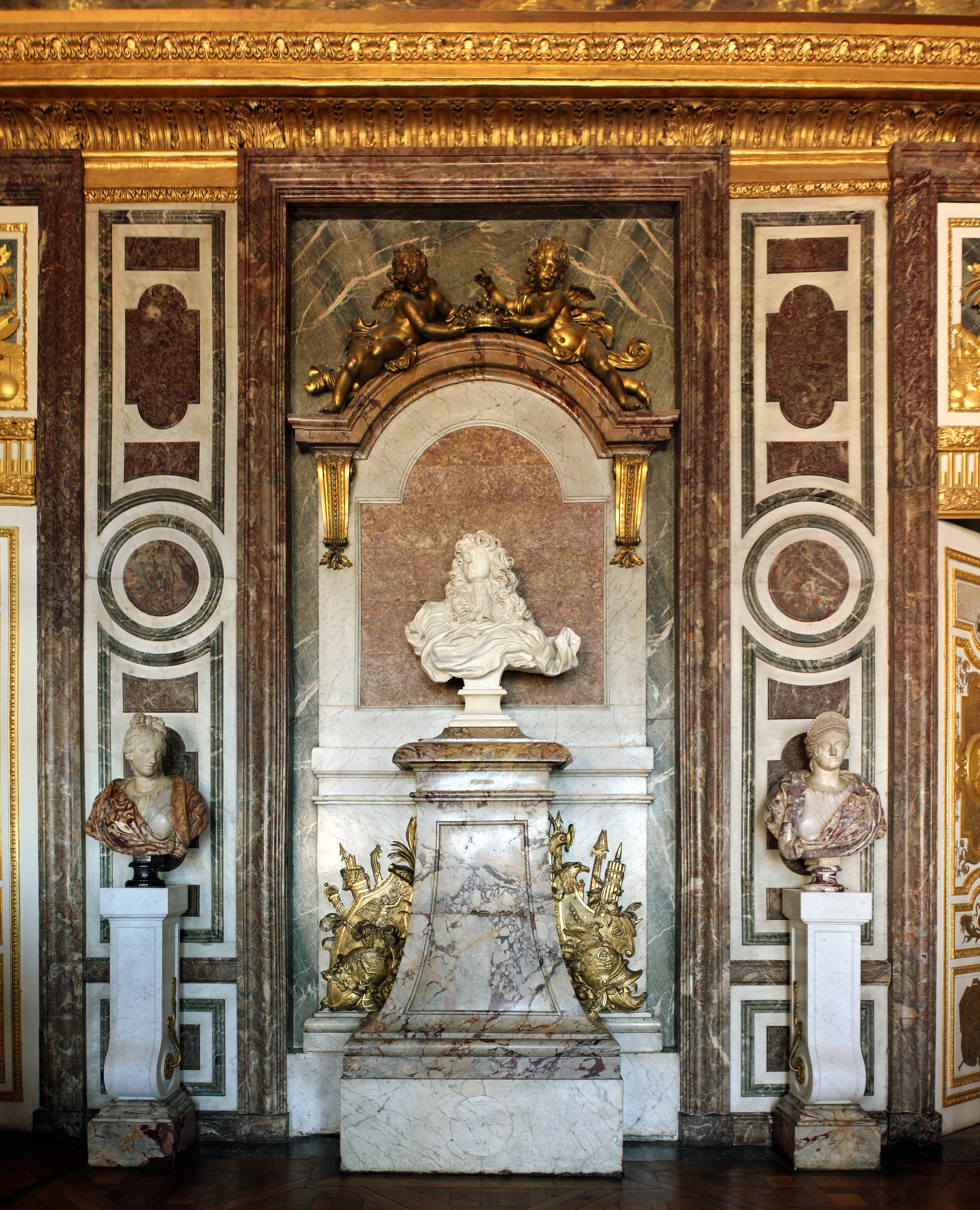
Le buste de Louis XIV, présenté dans la niche centrale du salon de Diane.

D'abord placé au Louvre le 13 octobre 1665, il est ensuite installé au rez-de-chaussée des Tuileries puis à l'automne 1684 le buste de Louis XIV est exposé à l'intérieur du grand Appartement du Roi du château de Versailles. Il est situé contre le mur sud du salon de Diane, face aux fenêtres.
Une copie en bronze du buste de Louis XIV, le Roi-Soleil, est installé sur la Place Royale de Québec, face à l'église Notre-Dame-des-Victoires, dans le Vieux-Québec. Son socle est en granit blanc. Le bronze a été fondu en France.

## Artiste
Le Bernin (1598 – 1680) est un sculpteur, architecte et peintre baroque italien. Invité à grands frais par Louis XIV pour restructurer le palais du Louvre en 1665, le Bernin réalise pendant son séjour en France ce buste et une statue équestre de Louis XIV sous les traits de Marcus Curtius. Le refus de son projet pour le Louvre marque le tournant stylistique du règne de Louis XIV du baroque au classicisme.